# Jungs distrikt
Jungs distrikt är ett distrikt i Vara kommun och Västra Götalands län. 
Distriktet ligger nordost om Vara. 

## Tidigare administrativ tillhörighet
Distriktet inrättades 2016 och utgörs av socknen Jung i Vara kommun.
Området motsvarar den omfattning Jungs församling hade vid årsskiftet 1999/2000.